# 大関増公
大関 増公（おおぜき ますきみ）は、江戸時代の旗本。下野国黒羽藩3代藩主・大関高増の三男。
正保3年（1646年）11月12日、父・高増の遺領から下野国芳賀郡の1000石を分与される。承応2年（1653年）3月15日、将軍徳川家綱に拝謁。万治2年（1659年）7月11日に書院番となり、寛文12年（1672年）2月8日より屋敷改の役目を務める。延宝3年（1675年）1月26日に使番となり、天和2年（1682年）1月11日より奈良奉行に移り、大和国式上郡500石を加増される。その時の部下に与力の玉井定時がいる。貞享2年（1685年）7月8日死去、享年45。嗣子が無かったため家禄を没収され、後に元禄14年（1701年）になって大関増直が家跡を相続した。